# Toine Manders (jurist)
Toine Manders (Deurne, 17 augustus 1969) is een Nederlands jurist en de voormalig voorzitter, lijsttrekker en lijstduwer van de Libertarische Partij.

## Biografie
Manders studeerde van 1992 tot 1994 rechten aan de Universiteit van Amsterdam. In die periode was hij kort lid van de JOVD. Hij kwam in contact met een van de oprichters van het Haags Juristen College en stopte met zijn studie om daar in dienst te treden.
Manders was directeur van het juristenkantoor Haags Juristen College (HJC), dat in 1984 werd opgericht en tot 1996 hielp zo'n zesduizend dienstplichtigen onder de dienstplicht uit te komen. Toen de opkomstplicht opgeschort werd, ging het HJC advies geven over hoe men de erfbelasting op legale wijze kan ontlopen.
Ook gaf het HJC advies over belastingontwijking en ondersteunde het bedrijven bij het oprichten van een limited company, een Britse ondernemingsvorm waarbij ondernemers niet hoofdelijk aansprakelijk zijn. Toen de Kamer van Koophandel zich geconfronteerd zag met drieduizend van deze inschrijvingen, spande deze een proefproces aan tegen het HJC. De KvK verloor, wat leidde tot het arrest Kamer van Koophandel/Inspire Art waarin het Europese Hof van Justitie oordeelde dat iedere Europese ondernemer de vrijheid heeft zijn vennootschap in een andere lidstaat op te richten en dus mag kiezen voor de lidstaat met het meest ondernemersvriendelijke vennootschapsrecht.
Op 1 juli 2010 sprak de rechtbank in Den Haag het faillissement van het HJC uit, als gevolg van een vordering door de belastingdienst. Daarop deed de curator aangifte tegen Manders wegens verduistering en faillissementsfraude. Manders werd door de rechtbank als bestuurder persoonlijk aansprakelijk gesteld voor wanbeheer leidend tot het faillissement van HJC. In het verlengde daarvan werd hij in januari 2014 door de FIOD gearresteerd en in mei van dat jaar weer vrijgelaten. In juli 2015 sprak de rechtbank van Den Haag zijn persoonlijk faillissement uit.
Uit de in 2015 gelekte Panama Papers bleek dat het HJC ook zaken deed met het trustkantoor Mossack Fonseca, dat onder vuur ligt wegens belastingconstructies van twijfelachtige juridische status. Als gevolg van de onthullingen in de Papers wordt Manders vervolgd voor het leidinggeven aan een illegaal trustkantoor en deelname aan een criminele organisatie. Het volledige klantenbestand van het HJC (enkele honderden burgers en ondernemingen) zou in handen zijn van de Nederlandse justitie. In 2017 is Manders verhoord door een parlementaire ondervragingscommissie, bestaande uit zes Kamerleden.
In november 2018 werd Manders veroordeeld tot een taakstraf van 180 uur omdat hij met HJC trustdiensten zonder vergunning verricht had.

## Politiek
Manders was sinds de oprichting in 1993 tot april 2014 landelijk voorzitter van de Libertarische Partij (LP). Bij de Tweede Kamerverkiezingen van 1994 en 2012 was hij lijsttrekker voor deze partij. Bij de Kamerverkiezingen van 2017 stond hij als lijstduwer op de 18e plaats op de kandidatenlijst van de LP. In geen van de gevallen behaalde de partij een zetel.
Van 2015 tot en met het voorjaar van 2018 bekleedde Manders de positie van International Officer namens de LP en vertegenwoordigde hij deze partij internationaal bij onder andere de International Alliance of Libertarian Parties en de European Party for Individual Liberty.
Bij de Tweede Kamerverkiezingen van 2023 stond Manders op de 44ste plaats op de kandidatenlijst van Belang van Nederland (BVNL). Bij de Tweede Kamerverkiezingen van 2025 staat hij op de 9e plek. 